# عصام (اسم)
عصام هو اسم علم شخصي مذكر عربي، من (ع ص م) معناه الحبل الذي تشد به القربة وتحمل به، وكل ما حفظ الشيء ووقاه، ويعتبر من أكثر الأسماء المنتشرة في العالم العربي.

اسم "عصام" بالخطّ العربي.

## الشخصيات
- عصام الحضري لاعب كرة قدم مصري
- عصام العطار داعية إسلامي سوري
- عصام سليمان ممثل سوري
- عصام الدبوس سياسي سوري
- عصام أبو جمرا قائد عسكري سوري
- عصام السرطاوي سياسي فلسطيني
- عصام العريان سياسي مصري
- عصام الراقي لاعب كرة قدم مصري
- عصام البرقاوي سياسي أردني فلسطيني
- عصام البرهومي ملاكم كيك بوكسنغ تونسي
- عصام البويضاني سياسي سوري
- عصام الرامي مبارز سيف شيش مغربي
- عصام السيد مخرج مصري
- عصام الشوالي معلق رياضي تونسي
- عصام الشرنوبي متسابق تايكواندو مغربي
- عصام الشابي سياسي تونسي
- عصام العدوة لاعب كرة قدم مغربي
- عصام بادة لاعب كرة قدم مغربي
- عصام تاج لاعب كرة يد تونسي
- عصام جمعة لاعب كرة قدم تونسي
- عصام رجي مغني وممثل تونسي
- عصام زهر الدين قائد عسكري سوري
- عصام شرف سياسي مصري
- عصام فارس سياسي لبناني
- عصام مبيضين لاعب كرة قدم أردني
- عصام مخول سياسي إسرائيلي
- عصام نعمان سياسي لبناني
- عصام هيثم طويل لاعب كرة مضرب سوري
- عصام ياسين لاعب كرة قدم عراقي

### شخصيات خيالية
- عصام والمصباح (رسوم متحركة)